# Минск (аэропорт)
Национальный аэропорт «Минск» (бел. Нацыянальны аэрапорт «Мінск») — главный международный аэропорт в Белоруссии. Находится в 21 км (по шоссе — 41 км) от центра Минска. Создан 1 июля 1983 года как Второй Минский объединённый авиаотряд. Национальный аэропорт «Минск» — порт приписки авиакомпании «Белавиа».

## История
К концу 1960-х годов аэропорт Минск-1 перестал отвечать потребностям столицы союзной республики: короткая взлётно-посадочная полоса накладывала ограничения даже на эксплуатацию ближнемагистральных Ту-134 и не позволяла принимать Ту-154 и более крупные лайнеры. В 1976 году Министерство гражданской авиации СССР и Президиум Верховного Совета БССР приняли совместное постановление о строительстве нового аэропорта.
В 1977 году в окрестностях Минска началось возведение нового аэропорта «Минск-2», проект которого сначала разрабатывался в «Ленаэропроекте», но позже к его реализации подключились архитекторы «Минскпроекта». Через два года была введена в эксплуатацию взлётно-посадочная полоса длиной 3640 метров и шириной 60 метров.
Первое время аэродром работал как место технической посадки для дозаправки самолётов, следующих на черноморские курорты, поскольку Ту-134 не могли взлетать из Минска-1 с полной загрузкой.
В 1982 году был выполнен первый пассажирский рейс Минск — Симферополь на самолёте Ту-134 (бортовой номер СССР-65892) под руководством командира экипажа Василия Александровича Толстика. Пассажиры зарегистрировались на рейс ещё в аэропорту Минск-1, а на посадку в Минск-2 были доставлены на автобусах. Самолёт также вылетел пустым с аэродрома Минск-1.
1 июля 1983 года в соответствии с решением Министерства гражданской авиации СССР был создан Второй Минский объединенный авиаотряд под руководством Виктора Яковлевича Багрянцева. Этот день считается днём основания национального аэропорта «Минск».
Регулярные рейсы в новом аэропорту начались с июля 1983 года, начиная с внутренних авиалиний СССР. 5 августа 1983 года аэропорт впервые принял Ту-154 (самолёт с бортовым номером СССР-85582), а 20 июня 1989 года — первый технический рейс дальнемагистрального Ил-62. 1 августа 1991 года приземлился первый Boeing-747. 17 октября 2005 года аэропорт впервые принял самолёт Ан-225.
Современный аэровокзальный комплекс был построен не сразу, поэтому пассажиров обслуживали во временном здании (ангаре). Первый пусковой комплекс пассажирского терминала был сдан в эксплуатацию в марте 1989 года, а полностью аэровокзал был достроен лишь в 1993-м — строительство аэропорта завершилось спустя 11 лет после начала эксплуатации аэродрома.
27 марта 1989 года открылся международный сектор, с отправки рейса Минск — Берлин начались полёты за границу. К 1990 году общий пассажиропоток достиг 2,2 миллиона пассажиров. После распада Советского Союза в 1991 году количество рейсов сократилось. 23 марта 1993 года состоялось открытие нового здания аэровокзала, имеющего уникальную архитектуру и современное техническое оснащение.
В 1997 году аэропорту Минск-2 присвоен статус «Национальный» и он был переименован в «Национальный аэропорт Минск». В том же году число обслуживаемых пассажиров составило 516 тысяч, в 1998-м — 480 тысяч, в 2000 году — только 400 тысяч пассажиров.
В административном отношении территория аэропорта и близлежащего посёлка Сокол относится к Октябрьскому району города Минска, хотя географически он находится в Смолевичском районе Минской области. Земельный участок Республиканского унитарного предприятия «Национальный аэропорт Минск» площадью 925 гектаров был включён в городскую черту города Минска.
В декабре 2011 — январе 2012 года РУП «Национальный аэропорт Минск» было реорганизовано путём присоединения к нему УП «Аэропорт Минск-1» в виде филиала.
В 2012 году на территории аэропорта был создан музей авиатехники.
В 2013 году инструкторы по авиационной безопасности Национального аэропорта стали обладателями сертификатов Регионального бюро ИКАО.
В июле 2013 года началась реконструкция аэровокзала, модернизации подверглись зоны прилёта на первом и втором этажах и зоны вылета на третьем и четвёртом этажах, а также помещения, предназначенные для обслуживания пассажиров и багажа. Общая стоимость проекта оценивалась в 900 млрд белорусских рублей. Реконструкция аэровокзального комплекса завершилась 30 декабря 2014 года и обошлась в 720 млрд рублей.
29 июня 2018 года в аэропорту было зафиксировано максимальное количество пассажиров за сутки — 14913.
Минтранс планирует начать строительство нового терминала в Национальном аэропорту «Минск», поскольку действующий терминал не справляется с пассажиропотоком. Новый терминал будет представлять единый комплекс с действующим.
Авиационный институт проектирования и дизайна, который входит в Китайскую авиационную промышленную корпорацию (AVIC CAPDI), в январе 2019 года представил рендеры проекта нового терминала в Национальном аэропорту «Минск».
В феврале 2022 года институт «Белгоспроект» представил свою концепцию перспективного развития и благоустройства территории Национального аэропорта. В проекте нашли свое отражение планы по строительству новых пассажирских терминалов, Школы Авиации, железнодорожного терминала и др.

## Оборудование

### Аэродром
Взлётно-посадочная полоса (длина 3641 м, ширина 60 м) со светосигнальным оборудованием производства компании Siemens позволяет осуществлять посадку всех типов воздушных судов, в том числе Боинг-747, Ан-124 «Руслан»  с максимальной взлётной массой 600 тонн. Классификационное число ВПП (PCN) 48/R/B/X/T.
В 1985 году аэропорт был аттестован на допуск к полётам по первой категории ИКАО. В 2000 году в аэропорту введено в эксплуатацию светосигнальное оборудование ВПП фирмы Siemens. Новое оборудование и компьютерное управление работой ССО позволяет осуществлять заход на посадку воздушных судов по I (полоса 13L) и II (полоса 31R) категориям ИКАО.
На стоянках одновременно могут разместиться 48 воздушных судов.

### Аэровокзал
Площадь аэровокзала составляет 75 000 м². Терминал оборудован семью телескопическими трапами.
В 2008 году в аэропорту внедрена система общего доступа SITA CUTE (Common Use Terminal Equipment). Любая авиакомпания, подключённая к системе SITA CUTE, получает возможность предоставлять широкий спектр услуг своим пассажирам (регистрация электронного билета, «сквозная» регистрация и т. д).
В ходе реконструкции 2014 года расширена площадь, над автомобильной эстакадой устроены навесы, в зоне вылета увеличилось количество стоек регистрации, что подняло потенциально возможный пассажиропоток до шести миллионов человек в год.
В 2016 году планируется замена двух телетрапов, а в 2017 году их станет семь. Для малоподвижных пассажиров на фасаде аэропорта устанавливают панорамные лифты. Они смогут доставлять людей сразу в терминал — как на вылет, так и на прилёт. На привокзальной площади аэропорта планируют вдвое увеличить количество полос для въезда и выезда.
Имеется 13 выходов на посадку.

### Вторая взлётно-посадочная полоса
Идея новой ВПП впервые была обнародована летом 2009 года и увязывалась с возведением логистического центра близ аэродрома. Строительство полосы планировали начать до конца 2011 года на средства китайского Эксимбанка, вести его силами китайской же Корпорации точного машиностроения («Точмаш»/CPMIEC) и завершить в 2013 году или немногим позже — к чемпионату мира по хоккею 2014 года. В 2013 году проект логистического центра превратился в китайско-белорусский индустриальный парк, но фактически возводить его начали лишь годом позже, а стройку взлётно-посадочной полосы перенесли на 2015 год. Первоначально китайская сторона оценивала стоимость работ по ВПП в 355 млн долларов США, однако впоследствии смета выросла до 1,2 млрд, после чего белорусское правительство решило строить полосу своими силами, уложившись в 300—320 миллионов долларов или менее. 26 марта 2015 года президент Александр Лукашенко подписал указ № 137, согласно которому до 2019 года в Национальном аэропорту будет построена вторая ВПП за счёт средств республиканского бюджета, ресурсов Минтранса и Департамента по авиации, собственных средств РУП «Национальный аэропорт Минск». Генеральным подрядчиком определено ОАО «Дорстроймантажтрест». Строительство началось в октябре 2016 года, завершить работы собирались к ноябрю 2018 года. 9 марта 2017 года подписан указ № 36рп о привлечении кредитов «Банка развития Республики Беларусь» на сумму, эквивалентную 255 миллионам долларов.
Необходимость новой искусственной ВПП объясняется обветшанием существующей, построенной в 1979 году и рассчитанной на 20-30 лет службы. Она обеспечивает безопасный приём и отправку воздушных судов до 2017 или 2018 года (по оценке института «Ленаэропроект», первоначального проектировщика аэропорта), после чего должна быть на несколько месяцев или лет закрыта на капитальный ремонт. Новая взлётно-посадочная полоса длиной 3700 м и шириной 60 м построена параллельно старой, и вкупе со скоростными рулёжными дорожками позволяет принимать все без исключения типы воздушных судов гражданской авиации, включая Airbus A380, радиус поворота которого не позволял вписываться в старые дорожки. Новое светосигнальное и навигационное оборудование обеспечивает приём судов по категории IIIa ИКАО.
Торжественно открыта 4 мая 2019 года президентом Белоруссии А. Г. Лукашенко.

### Авиаремонтный завод
В связи с закрытием старого аэропорта Минск-1 из центра города в Национальный аэропорт переносится авиаремонтный завод (ОАО «Минский завод гражданской авиации № 407»). Фактически на территории аэропорта строится совершенно новое предприятие, способное заниматься не только советскими самолётами, но и современными воздушными судами западного производства — Airbus, Boeing, Bombardier. Помимо собственно заводских цехов, построен новый перрон и рулёжная дорожка. Работы начались в 2015 году и должны быть завершены в 2017 году.

## Грузо- и пассажиропоток

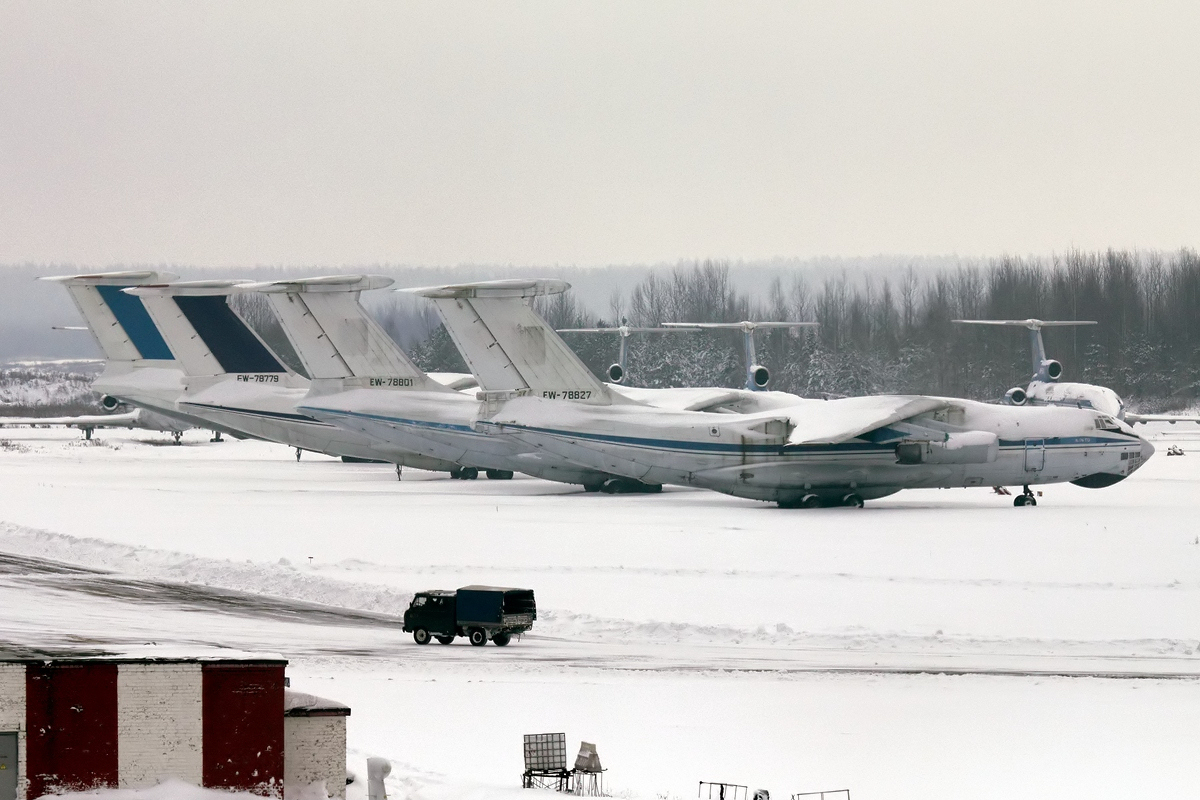
Транспортные самолёты Ил-76ТД в аэропорту Минска

С начала 2000-х годов пассажиропоток в аэропорту стабильно растёт. В 2008 году он впервые после распада СССР превысил один миллион человек. В связи со значительным увеличением пассажиропотока этот год стал знаменательным для аэропорта. В 2009 году из-за кризиса рост замедлился. В 2010 году миллионный пассажир прибыл рейсом из Москвы уже 1 октября.
Весной 2011 года в Белоруссии экономический кризис обострился, и рост пассажиропотока снова замедлился. В июне 2011 года Национальный аэропорт Минск снова продемонстрировал рост показателей: было обслужено 1296 рейсов, что на 20,4 % больше, чем в июне 2010 года. Пассажиропоток Национального аэропорта Минск по итогам июня 2011 года составил 161 939 человек, тем самым превысив показатели аналогичного периода прошлого года на 11,2 %. По итогам первого полугодия 2011 года в Национальном аэропорту Минск было обслужено 5942 рейса и 612 188 пассажиров. При этом прирост составил 22,4 % и 21,1 % соответственно по сравнению с аналогичным периодом прошлого года. Грузопоток по итогам января-июня 2011 года превзошел показатель шести месяцев 2010 года на 22,4 % и составил 4252,1 тонн груза. 4 сентября 2011 года в 12:10 рейсом в Лондон улетел миллионный пассажир, обслуженный Национальным аэропортом Минск. По итогам 2011 года в Национальном аэропорту Минск было обслужено 13 089 рейсов и 1 430 018 пассажиров, что обусловило рост объемных показателей соответственно на 18,8 % и 11,2 % по сравнению с показателями 2010 года.
22 ноября 2013 года Национальный аэропорт Минск впервые со времён СССР обслужил 2 млн пассажиров.
По итогам девяти месяцев 2016 года более 33 % пассажиров оказались транзитными, что позволяет Национальному аэропорту официально именоваться хабом (этот статус имеют аэропорты, где трансферные пассажиры составляют более трети потока). Каждый пятый транзитный пассажир летел из Российской Федерации на Украину с пересадкой в Минске или обратно.
10 ноября 2016 года впервые в истории развития гражданской авиации Белоруссии аэропорт обслужил трёхмиллионного пассажира.
По состоянию на осень 2016 года 75 % пассажиров минского аэропорта летают с авиакомпанией «Белавиа», 7 % — с «Аэрофлотом». На третьем-пятом местах — Lufthansa, Austrian Airlines, МАУ.
Данные из запроса в Викиданные.
| Год  | Всего пассажиров | Изменение | Внутренние | Международные | Самолёто-вылеты | Грузы и почта, т |
| ---- | ---------------- | --------- | ---------- | ------------- | --------------- | ---------------- |
| 1990 | около 2 200 000  |           |            |               |                 |                  |
| 1997 | около 516 000    |           |            |               |                 |                  |
| 1998 | около 480 000    |           |            |               |                 |                  |
| 2000 | около 400 000    |           |            |               |                 |                  |
| 2003 | 421 954          |           |            |               | 4554            | 6229,9           |
| 2004 | 504 346          | +19,5 % ▲ | 118 378    | 385 968       | 5306            | 6132,5           |
| 2005 | 559 114          | +10,9 % ▲ | 138 938    | 420 176       | 5456            | 5904,1           |
| 2006 | 637 560          | +14,0 % ▲ | 173 847    | 463 713       | 6144            | 6745             |
| 2007 | 830 481          | +30,3 % ▲ | 251 550    | 578 931       | 7590            | 7873             |
| 2008 | 1 010 695        | +21,7 % ▲ | 300 347    | 710 348       | 9256            | 8324,4           |
| 2009 | 1 028 886        | +1,8 % ▲  | 309 303    | 719 583       | 9341            | 7687,2           |
| 2010 | 1 285 423        | +24,9 % ▲ | 358 085    | 927 338       | 11 020          | 8553             |
| 2011 | 1 437 825        | +11,2 % ▲ |            |               | 13 686          | 8666,7           |
| 2012 | 1 837 911        | +27,8 % ▲ |            |               | 14 947          | 9832,7           |
| 2013 | 2 182 177        | +18,7 % ▲ |            |               | 16 586          | 10 477,3         |
| 2014 | 2 593 559        | +18,9 % ▲ |            |               | 20 036          | 19 905,5         |
| 2015 | 2 782 866        | +7,3 % ▲  |            |               | 20 365          | 16 508,6         |
| 2016 | 3 429 112        | +23,2 % ▲ |            |               | 23 034          | 17 460,2         |
| 2017 | 4 114 512        | +20,0 % ▲ |            |               | 24 508          | 18 464,8         |
| 2018 | 4 536 618        | +10,3 % ▲ |            |               | 26 082          | 20 217           |
| 2019 | 5 101 766        | +12,5 % ▲ |            |               | 28 417          |                  |
| 2020 | 1 939 192        | -62,0 % ▼ |            |               | 13 292          |                  |
| 2022 | 2 067 000        | +6,6 % ▲  |            |               |                 |                  |
| 2023 | 2 497 631        | +20,8 % ▲ |            |               |                 |                  |

(Источник — годовые отчеты ACI (2004—2010) и сайт аэропорта (2003—2019))

## Рейсы

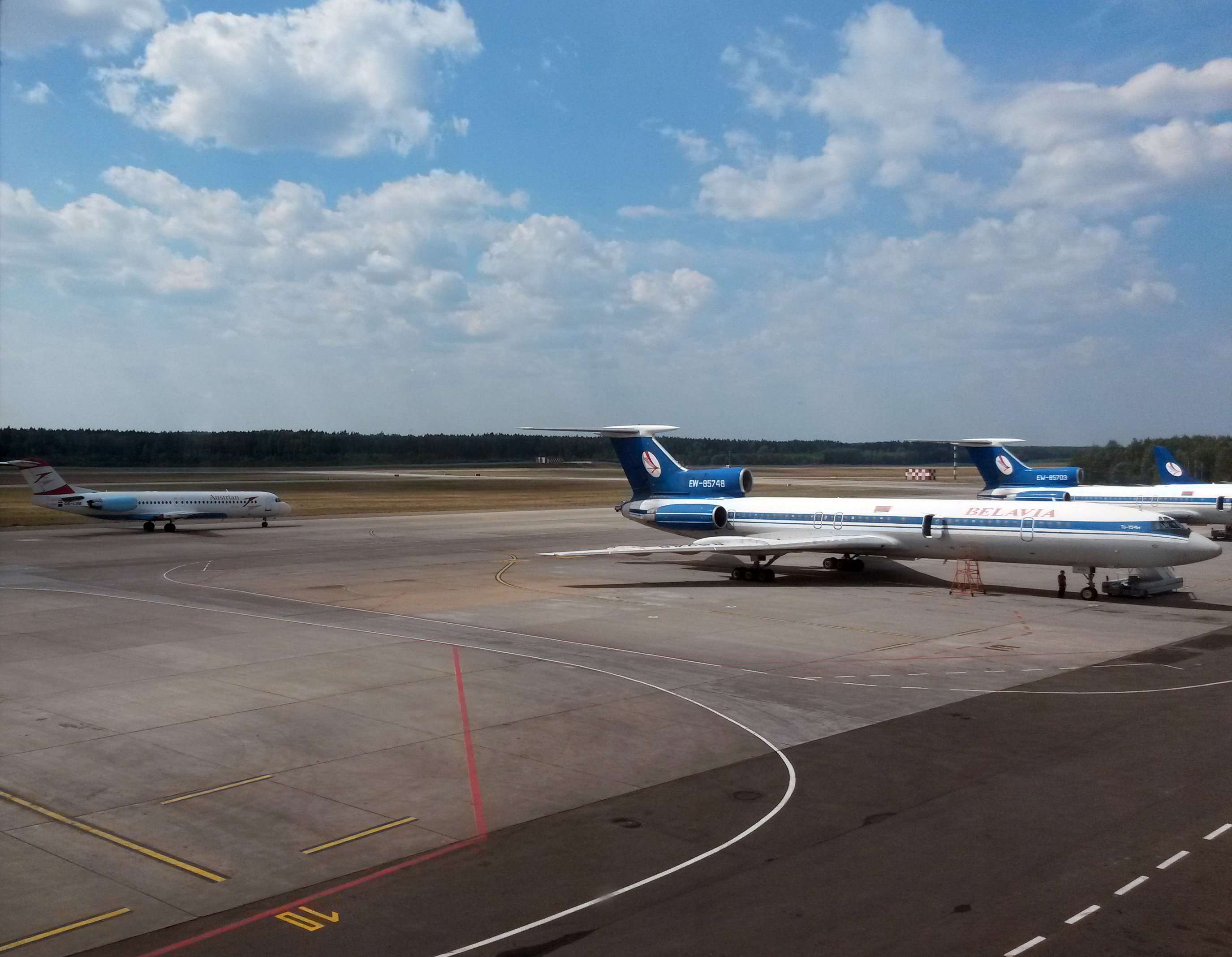
Перрон в 2005 году

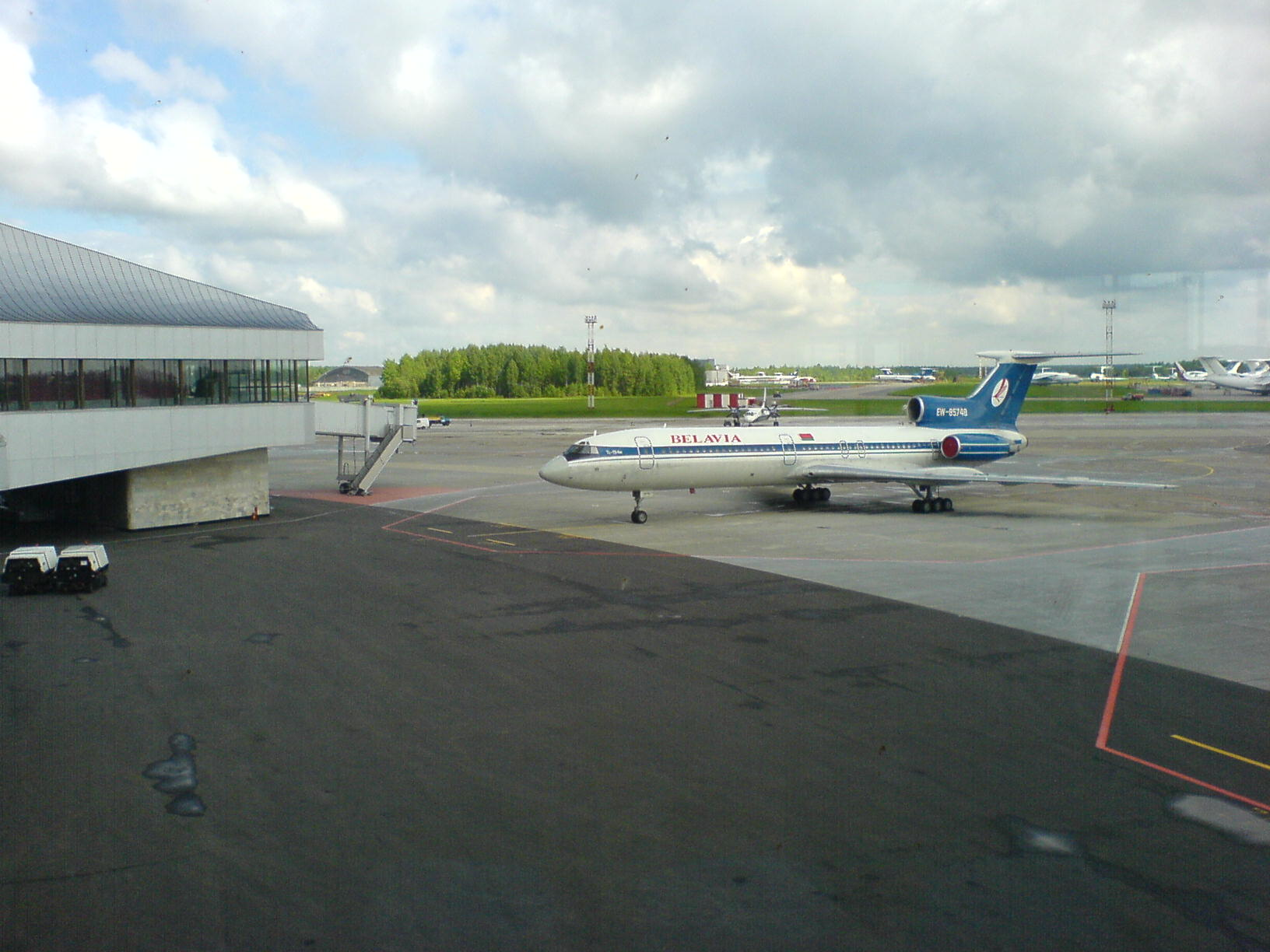
Ту-154М «Белавиа»

Национальный аэропорт Минск является аэропортом базирования белорусских национальных авиакомпаний «Белавиа», «ТрансАвиаЭкспорт», а также частных грузовых авиакомпаний Genex, Rada Airlines, Rubystar Airways. Всего на регулярной основе в 2015 году осуществляли полёты 16 иностранных авиакомпаний и 4 авиакомпании Белоруссии. В январе 2016 года из Минска летали 17 авиакомпаний на 56 направлениям в 28 стран мира. По состоянию на апрель 2017 года в расписании регулярных пассажирских рейсов упомянуты 17 авиакомпаний и 58 направлений в 33 странах мира.

### Хронология

#### 1980-е и 1990-е годы
27 марта 1989 года был выполнен первый международный рейс по маршруту Минск — Берлин. 28 апреля 1989 года открылась линия в Варшаву.
29 марта 1992 года в аэропорту Минск-2 приземлился первый рейсовый самолёт авиакомпании Lufthansa. В этот период между Франкфуртом и Минском три раза в неделю совершал рейс Boeing 737. По состоянию на апрель 2017 года Lufthansa выполняет 10 рейсов в неделю.
26 октября 1992 года полёты из Вены в Минск-2 начала Austrian Airlines. С 20 апреля 2004 года самолёты летали дважды в день.
С 26 октября 1992 года на маршруте Варшава — Минск появились самолёты польской авиакомпании LOT. Первые рейсы выполнялись на Ту-134 два раза в неделю: по понедельникам и четвергам.
В 1993 году El Al («Эль Аль») открыла направление Тель-Авив — Минск. Израильская авиакомпания отказалась от собственных рейсов осенью 2008 года под влиянием кризиса, с 30 ноября летать в Тель-Авив снова начала «Белавиа», и маршрут обслуживался двумя авиакомпаниями совместно. Поначалу полёты совершались дважды в неделю, к 2012 году частота выросла до трёх-четырёх раз в неделю, в 2014-м участились до пяти раз в неделю, а в 2016 году частота сокращена до трёх раз в неделю.
В 1995—1997 годах были открыты рейсы в Ларнаку, Лондон, Пекин, Рим, Стамбул.
В 1995—1997 годах из Кишинёва в Минск летали самолёты компании Air Moldova.
В 1997—1999 годах «Белавиа» эксплуатировала маршрут Минск — Екатеринбург, на котором перевезла 9422 человека. В 1997 году выполнено 100 регулярных рейсов, в 1998-м — 85 рейсов. С октября 1998 года рейс был продлен до Нижневартовска с промежуточной посадкой в Екатеринбурге. В 1999 году, выполнив 48 регулярных рейсов, «Белавиа» полёты прекратила. Маршрут возобновлялся в 2010—2015 годах.
В 1998 году открылся рейс Минск — Прага.
18 мая 2001 года «Белавиа» открыла регулярное сообщение между Минском и Парижем.

#### 2004 год
29 марта 2004 года «Белавиа» начала регулярные полёты в московский аэропорт «Домодедово» по будним дням на Ту-134. В зимнем графике рейсы не выполнялись, а 16 мая 2005 года «Белавиа» маршрут был возобновлён уже на Ан-24 с той же частотой пять раз в неделю — вдобавок к трём ежедневным рейсам в «Шереметьево».
26 июня 2004 года «Белавиа» запустила сезонный рейс Минск — Ганновер. До 2011 года маршрут был летним, а впоследствии переведён в круглогодичные. Кроме того, в летнем расписании «Белавиа» появились сезонные рейсы в Павлодар, Сочи, Усть-Каменногорск и Симферополь.

#### 2005 год
1 августа 2005 года латвийская авиакомпания airBaltic возобновила регулярные рейсы из Риги на турбовинтовом Fokker 50 (в 1996 году маршрут выполнялся на самолёте Saab 340).
6 июня 2005 года «Белавиа» представила еженедельный сезонный рейс Минск — Манчестер. С тех пор выполняется каждое лето.

#### 2008 год
В 2008 году полёты из Абу-Даби в Минск начала компания Etihad Airways — сначала дважды в неделю, с 2013 года ежедневно. В ноябре 2016-го авиакомпания объявила о намерении закрыть направление с 24 марта 2017-го, однако в январе минское представительство Etihad Airways сообщило, что рейс останется в летнем расписании 2017 года с сокращением частоты — трижды в неделю.
11 февраля 2008 года авиакомпания Estonian Air возобновила (линия существовала в 1995—1997 годах) регулярные полёты из Таллина на турбовинтовом самолёте Saab 340 три раза в неделю. В марте 2011 года маршрут был закрыт.
В апреле 2008 года Alitalia с частотой три раза в неделю начала полёты Рим — Минск, одновременно отменив собственный рейс из Милана.

#### 2010 год
В 2010 году национальный перевозчик «Белавиа» открыл новые регулярные рейсы в Ашхабад (с 14 декабря), Батуми, Екатеринбург (открыт 31 мая и закрыт осенью 2015 года), Ригу, Стокгольм, Тегеран. Частота полётов в Санкт-Петербург («Пулково») увеличилась до пяти раз в неделю. 15 апреля самолёты «Белавиа» начали летать в московский аэропорт «Внуково» (рейс был закрыт 27 сентября 2011 года).
11 июня 2010 года регулярные рейсы из Тель-Авива начала Sun d’Or («Сан-Дор») — дочка израильской авиакомпании El Al, ранее специализировавшаяся на чартерных перевозках. Полёты выполнялись четыре раза в неделю на Boeing 737 и 757. Весной 2011 года израильские власти лишили авиакомпанию лицензии, полёты прекратились.
С 1 ноября 2010 года украинская компания «АэроСвит» открыла собственные рейсы из Киева (Борисполь) с частотой три раза в неделю (с мая 2007 года четыре рейса в неделю выполняла «Белавиа», но маршрут был код-шеринговым). В 2012 году «Аэросвит» летал в Минск пять раз в неделю, а с 9 января 2013 года маршрут был закрыт из-за банкротства авиакомпании.
29 декабря 2010 года еженедельный регулярный рейс Краснодар — Минск на самолётах CRJ200 открыла компания «РусЛайн». C 3 февраля 2011 года маршрут эксплуатировался совместно с «Белавиа» в рамках интерлайн-соглашения, в расписании 2012 года рейса уже не было.

#### 2011 год
1 июня 2011 года «Белавиа» открыла регулярный круглогдичный рейс в Хельсинки. Полёты выполнялись трижды в неделю на CRJ200, такая частота сохраняется и поныне. Кроме того, в летнем расписании «Белавиа» появились сезонные рейсы в Караганду.
7 июня 2011 года на маршрут Тель-Авив — Минск вернулась крупнейшая израильская авиакомпания El Al, однако «раскатать» рейс не удалось, и уже 13 сентября полёты прекратились — до нового сезона.

#### 2012 год
29 мая 2012 года еженедельные рейсы из Тель-Авива снова начала выполнять израильская компания Sun d’Or.
В июне 2012 года «Белавиа» открыла прямой рейс в «Толмачёво» (Новосибирск), бывший на тот момент самым протяжённым (4 часа 40 минут). Направление было закрыто в 2014 году из-за недостаточной загрузки самолётов.
29 октября 2012 года российская компания «ЮТэйр» (UTair Aviation) перевела в Национальный аэропорт свой рейс Москва («Внуково») — Минск. Маршрут был открыт ещё 1 сентября 2011 года и ежедневно выполнялся в старый аэропорт Минск-1 на турбовинтовом самолёте ATR-72. С 25 сентября по 27 октября 2011 года частоту сократили до трёх раз в неделю, а спустя два дня рейс был перенаправлен в Национальный аэропорт и выполнялся уже на турбореактивном CRJ200. Маршрут был закрыт в феврале 2014 года и возобновлён в 2016-м уже на среднемагистральных самолётах Boeing 737.
24 декабря 2012 года «Северсталь» открыла еженедельный рейс Череповец — Минск. Полёты прекратились в октябре 2013 года.
26 декабря 2012 года «Белавиа» начала выполнять регулярные рейсы в Барселону с частотой два раза в неделю. В расписании 2017 года в зависимости от сезона эти рейсы совершаются от двух до пяти раз в неделю.

#### 2013 год
28 апреля 2013 года «Белавиа» открыла регулярные рейсы в Самару, рейсы выполнялись по четвергам и воскресеньям. В 2014 году частота рейсов увеличилась до трёх раз в неделю, но в октябре 2015 года маршрут был закрыт.
28 мая 2013 года трижды в неделю «Белавиа» начала летать в Кутаиси. Рейс был сезонным до конца 2015 года, летом 2016-го не возобновлялся.
19 сентября 2013 года «Белавиа» открыла линию Минск — Будапешт — Белград (с промежуточной посадкой в обоих направлениях). Рейсы выполнялись дважды в неделю, по понедельникам и четвергам с продажей билетов на все сегменты по пятой свободе.

#### 2014 год
30 апреля 2014 года «Белавиа» запустила регулярные рейсы в Краснодар с частотой трижды в неделю. Аэропорт «Пашковский» стал седьмым по счёту пунктом в России, напрямую связанным с Национальным аэропортом Минск. Летом 2015 года частота рейсов увеличилась до четырёх в неделю, но в конце сезона «Белавиа» вернулась к трём рейсам.

#### 2015 год
С 14 апреля 2015 года собственный ежедневный рейс из киевского аэропорта «Борисполь» выполняют «Международные авиалинии Украины».
29 апреля 2015 года «Белавиа» презентовала регулярный рейс в Алма-Ату, ставший самым продолжительным для авиакомпании (4 часа 45 минут). Открытие этого направления стало возможно благодаря приобретению авиакомпанией в лизинг двух самолётов Boeing 737-800 с необходимой дальностью полёта. Поначалу рейсы выполнялись два раза в неделю, но уже с зимнего расписания 2015 года частоту нарастили до трёх раз в неделю.
1 мая 2015 года Air China открыла регулярный рейс в Минск из Пекина. Полёты выполняются по маршруту Пекин — Будапешт — Минск, но у китайской авиакомпании нет коммерческих прав («пятой свободы») на перевозку пассажиров между Минском и Будапештом. По состоянию на 2017 год Пекин — единственное пассажирское направление из Национального аэропорта, которое неизменно обслуживается широкофюзеляжным самолётом (Airbus A330).
25 октября 2015 года авиасообщение между Россией и Украиной было прекращено, после чего из Минска появилось сразу несколько новых маршрутов в аэропорты Украины. В тот же день «МАУ» открыли второй ежедневный рейс из «Борисполя», а с летнего расписания 2016 года самолёты летают трижды в день.
25 октября «Белавиа» запустила ежедневный рейс в Одессу, 17 декабря — в Харьков, 22 декабря — в аэропорт «Киев» («Жуляны»). С 17 июня 2016 года частота одесских рейсов была увеличена до десяти в неделю, а в летнем расписании «Белавиа» выполнялись пять ежедневных рейсов в Киев (три в «Борисполь» и два в «Жуляны»).
Украинская авиакомпания «Днеправиа» 11 ноября 2015 года запустила рейсы из Днепропетровска, а 25 декабря — из Ивано-Франковска (оба направления закрыты с марта 2016 года). С 30 ноября 2015 года украинская авиакомпания «Мотор Сич» начала полёты из Запорожья (на Ан-140, Ан-24 или Як-40).
Осенью 2015 года во время перехода на зимнее расписание «Белавиа» закрыла регулярный рейс Минск — Екатеринбург.

Начать полёты в Минск пыталась низкобюджетная авиакомпания «Победа», получившая допуск «Росавиации» 20 октября 2015 года: осенью Минск должен был стать первым для авиакомпании международным направлением, однако, рейсы не были открыты из-за тарифных разногласий с Национальным аэропортом. В июне 2016 года «Победа» отказалась от допуска на полёты в Минск. 25 декабря 2017 года «Победа» получила аккредитацию Департамента по авиации на полёты Санкт-Петербург — Минск с 25 марта и Москва — Гомель с 16 февраля. Однако по обоим направлениям полёты не были начаты.

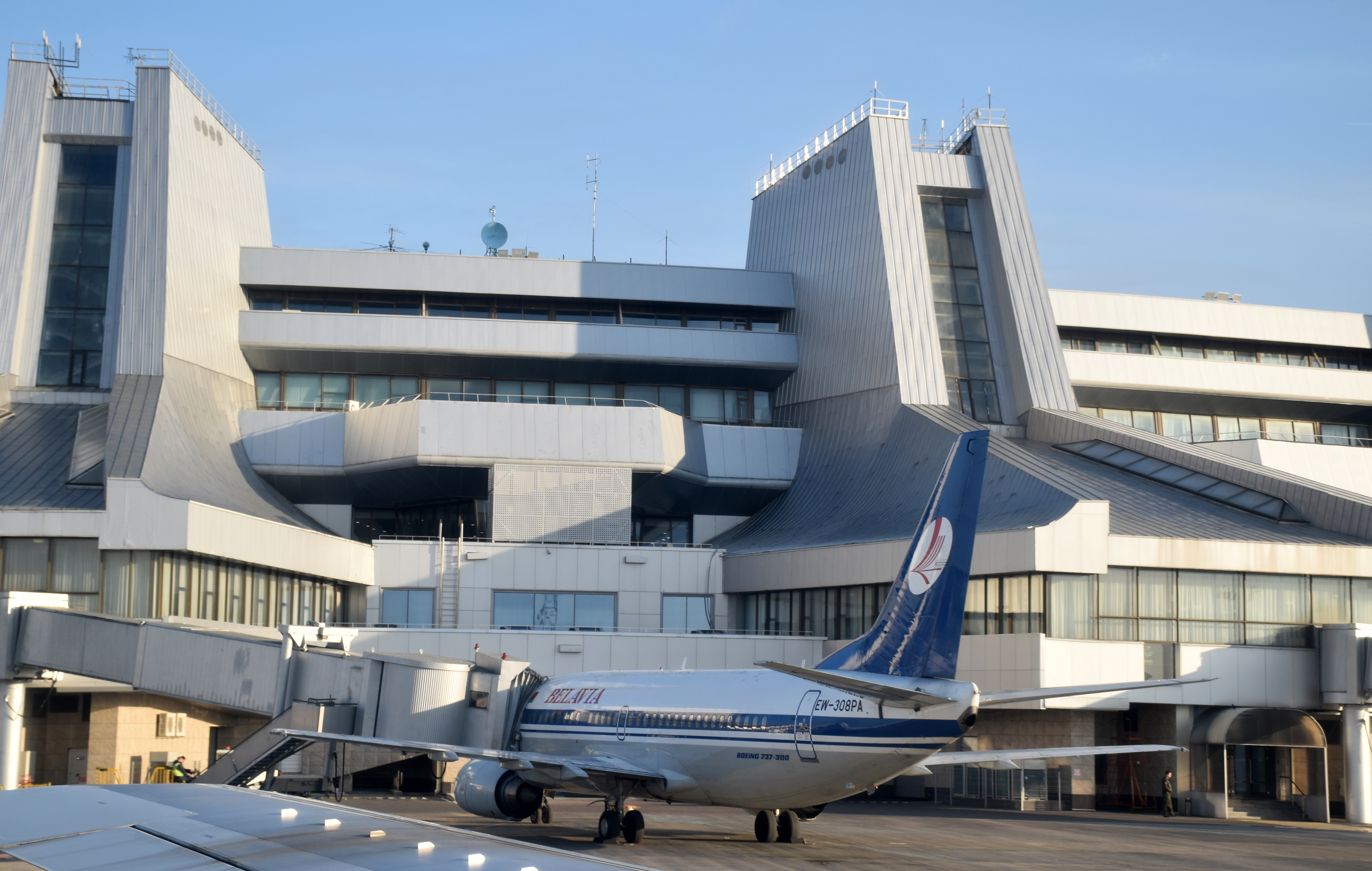
Boeing 737—300 авиакомпании «Белавиа» у телетрапа в аэропорту Минска

#### 2016 год
1 марта 2016 года российская авиакомпания UTair с частотой два раза в день возобновила рейсы из «Внуково», прекращённые в феврале 2014 года.
18 апреля 2016 года вторая по величине израильская авиакомпания Arkia начала полёты из Тель-Авива («Бен-Гурион») — таким образом, маршрут в столицу Израиля снова обслуживают две компании. Первоначально Arkia выполняла три рейса в неделю, но впоследствии частота была сокращена до одного-двух раз. Начиная с зимнего расписания 2017/2018 годов рейсы были отменены.
19 июня 2016 года «Белавиа» запустила рейсы в Палангу: полёты выполнялись до 4 сентября один раз в неделю. В летнем расписании 2017 года рейсы будут выполняться два-три раза в неделю.
16 июля 2016 года «Белавиа» увеличила частоту рейсов в Одессу с 10 до 12 в неделю, а с 1 августа — с 12 до 14 в неделю.
19 августа 2016 года «Белавиа» открыла регулярные рейсы во Львов — сначала четыре раза в неделю, с марта 2017 года — ежедневно.
12 сентября 2016 года «Белавиа» начала ежедневно летать в «Жуковский» (Раменское), став первой авиакомпанией, открывшей регулярные рейсы в новый подмосковный аэропорт.

#### 2017 год
20 января 2017 года Iraqi Airways начала полёты в Минск из Багдада и 23 января — из Басры. До 20 февраля оба рейса выполнялись еженедельно, после чего были приостановлены, в летнем расписании 2017 года уже заявлены как регулярные: с 31 марта (Багдад) и с 1 мая (Басра). С зимнего расписания 2017/2018 рейс в Басру отменён.
В летнем расписании 2017 года «Белавиа» увеличила частоту рейсов в Жуковский до восьми в неделю, а с октября — до одиннадцати.
27 апреля 2017 года «Белавиа» открыла регулярный рейс в аэропорт Шарлеруа («Брюссель-Южный») с частотой три раза в неделю.
24 мая 2017 года «Белавиа» с частотой два раза в неделю возобновила рейс в Ереван (направление было закрыто 5 февраля 2016 года).
30 мая 2017 года «Белавиа» начала регулярные полёты в Нижний Новгород с частотой четыре раза в неделю.
30 октября 2017 года российская авиакомпания «Ямал» тремя еженедельными рейсами на CRJ200 и SSJ-100 установила сообщение Минска с Екатеринбургом.

#### 2018 год
В феврале авиакомпания BySky получила сертификат коммерческого эксплуатанта (AOС) и начала выполнение рейсов не только на территории ЕАЭС, но и внутриевропейских. География полётов не ограничена регулярными популярными маршрутами из Минска. Самолёты авиакомпании BySky способны выполнять взлёты и посадки на аэродромах с грунтовым и бетонным покрытием
В марте 2018 года «Белавиа» начала выполнять прямые рейсы в Белград (дополнительно к двум еженедельным рейсам Минск — Будапешт — Белград по понедельникам и четвергам вводится рейс Минск — Белград по субботам и Минск — Будапешт по воскресеньям).
26 апреля 2018 года «Белавиа» планирует открыть круглогодичный маршрут в Казань, 27 апреля — в Ростов-на-Дону, а в начале июня — сезонные рейсы в Анапу.
2 мая 2018 года российская компания «Сибирь» (S7 Airlines) начинает регулярные еженедельные рейсы Новосибирск — Минск.
9 июня 2018 года финская авиакомпания Finnair открывает прямые рейсы из Хельсинки в Минск с частотой два раза в неделю на самолётах Embraer 190.
С 9 июня раз в неделю стал курсировать самолёт компании Ютэир до Сургута.

#### 2019 год
С 22 апреля «Белавиа» возобновила рейсы в Шереметьево.
С 30 мая «Белавиа» летает в Таллин.
15 июля открыт рейс в Мюнхен.

#### 2022 год
Авиакомпания «Белавиа» возобновляет регулярные рейсы в Туркмению. Рейсы выполняются в город Туркменбаши.
10 июня «Победа» начала выполнять рейсы из Санкт-Петербурга с частотой три раза в неделю.
15 июля «Белавиа» возобновляет рейсы во Внуково. Рейсы будут выполняться три раза в неделю.

### Авиакомпании и направления
По состоянию на сентябрь 2023 года из аэропорта Минск выполняют рейсы следующие авиакомпании:

## Транспортное сообщение

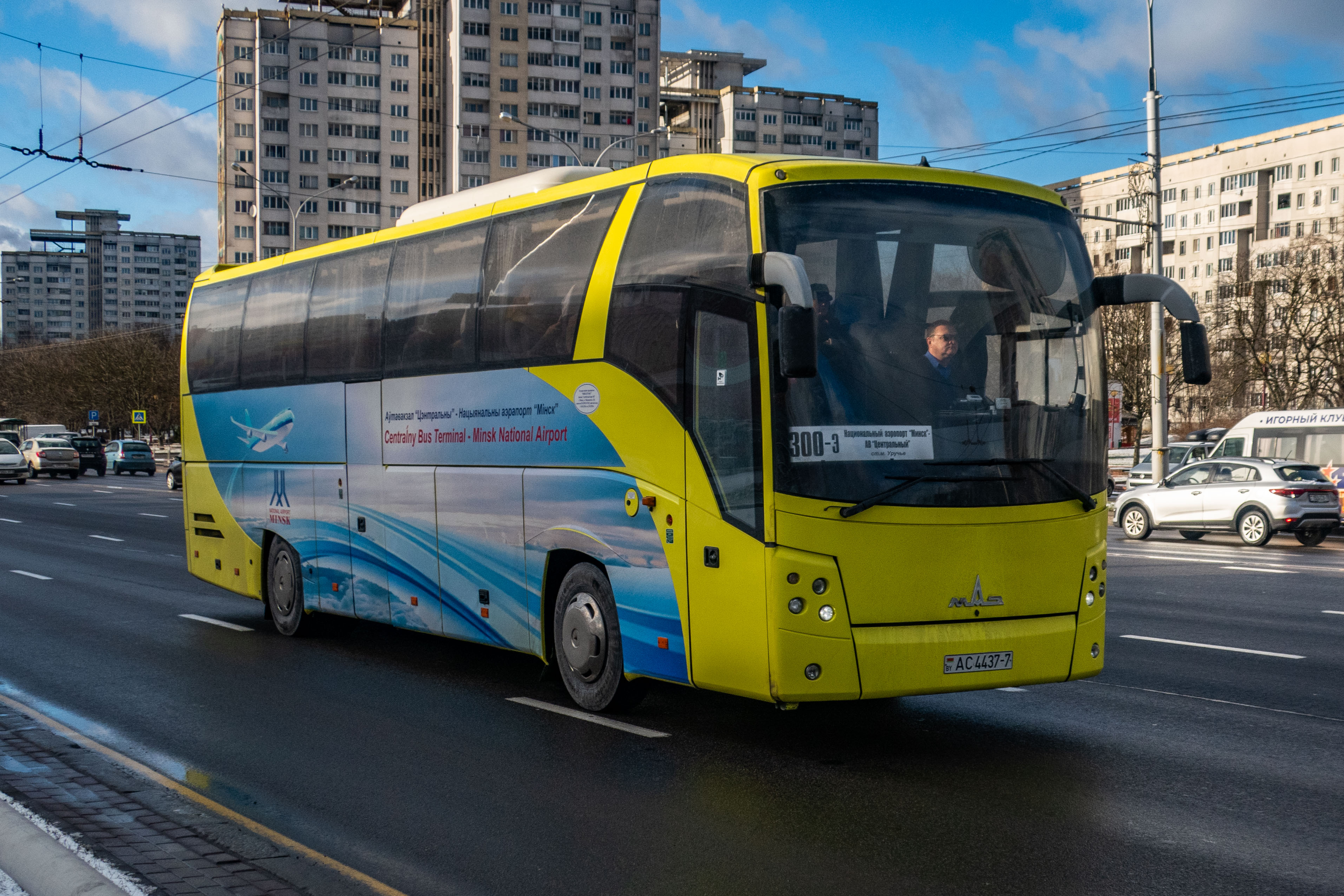
Автобус №300Э от автовокзала «Центральный» до аэропорта

Между Минском и аэропортом действует автомобильное сообщение. От аэропорта в Минск курсируют рейсовые автобусы № 300Э и 173Э, маршрутное такси 1400-ТК.
- № 300Э до автовокзала «Центральный» через станцию метро «Уручье» круглосуточно. Время в пути — 1 час.
- № 173Э до микрорайона Сокол — четыре рейса с 10:00 до 16:00 в будни, летом также по одному рейсу в субботу и воскресенье[112]. Время в пути — 16 минут.
- № 1400-ТК до автовокзала «Центральный» через станцию метро «Уручье» с 5-6 утра до полуночи. Время в пути — 45 минут.

С 7 ноября 2014 года по 6 апреля 2017 года действовало железнодорожное сообщение.
Железнодорожная платформа находилась в пешеходной доступности от аэровокзала, но пассажиров от поезда к терминалу подвозили бесплатные автобусы. По пути от Минска до аэропорта поезд делал одну промежуточную остановку на станции Смолевичи для смены направления движения. В апреле 2017 года в связи со строительством второй ВПП существующий остановочный пункт «Национальный аэропорт» был разобран — с 7 апреля движение дизель-поездов прекратилось на неопределённое время. Первоначально планировалось укоротить маршрут по близлежащей станции Шеметово и перенести туда пересадку с дизель-поезда на автобус, но в итоге принято решение отменить поезд совсем.

## Достижения
- За достижение в 2023 году наилучших показателей в сфере социально-экономического развития республиканское унитарное предприятие «НАЦИОНАЛЬНЫЙ АЭРОПОРТ МИНСК» признан победителем соревнования и занесен на Республиканскую доску Почёта[116].